# NHL Awards 2009
Die NHL Awards 2009 wurden am 18. Juni 2009 im Pearl Concert Theater in Paradise verliehen.
Die Veranstaltung fand zum ersten Mal in Paradise statt. Auch in den folgenden drei Jahren wird das Palms Casino Resort mit dem dazugehörigen Pearl Concert Theater Gastgeber der NHL Awards sein.
Bereits zwischen dem 30. März und 6. April 2009 wurden die 30 Nominierungen aus der Vorauswahl für die Bill Masterton Memorial Trophy bekannt gegeben. Zu allen anderen Trophäen begann die Bekanntgabe der Nominierungen am 22. April mit der Calder Memorial Trophy und endete am 4. Mai mit dem NHL Foundation Player Award. In jeder Kategorie wurden drei Spieler vorgeschlagen.

## Gewinner
Hart Memorial Trophy
Wird verliehen an den wertvollsten Spieler (MVP) der Saison durch die Professional Hockey Writers' Association

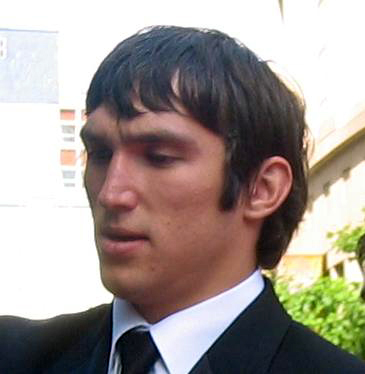
Alexander Owetschkin

- Alexander Owetschkin (LW) - Washington Capitals

Außerdem nominiert:
- Pawel Dazjuk (C) - Detroit Red Wings
- Jewgeni Malkin (C) - Pittsburgh Penguins

Lester B. Pearson Award
Wird verliehen an den herausragenden Spieler der Saison durch die Spielergewerkschaft NHLPA
- Alexander Owetschkin (LW) - Washington Capitals

Außerdem nominiert:
- Pawel Dazjuk (C) - Detroit Red Wings
- Jewgeni Malkin (C) - Pittsburgh Penguins

Vezina Trophy
Wird an den herausragenden Torhüter der Saison durch die Generalmanager der Teams verliehen
- Tim Thomas - Boston Bruins

Außerdem nominiert:

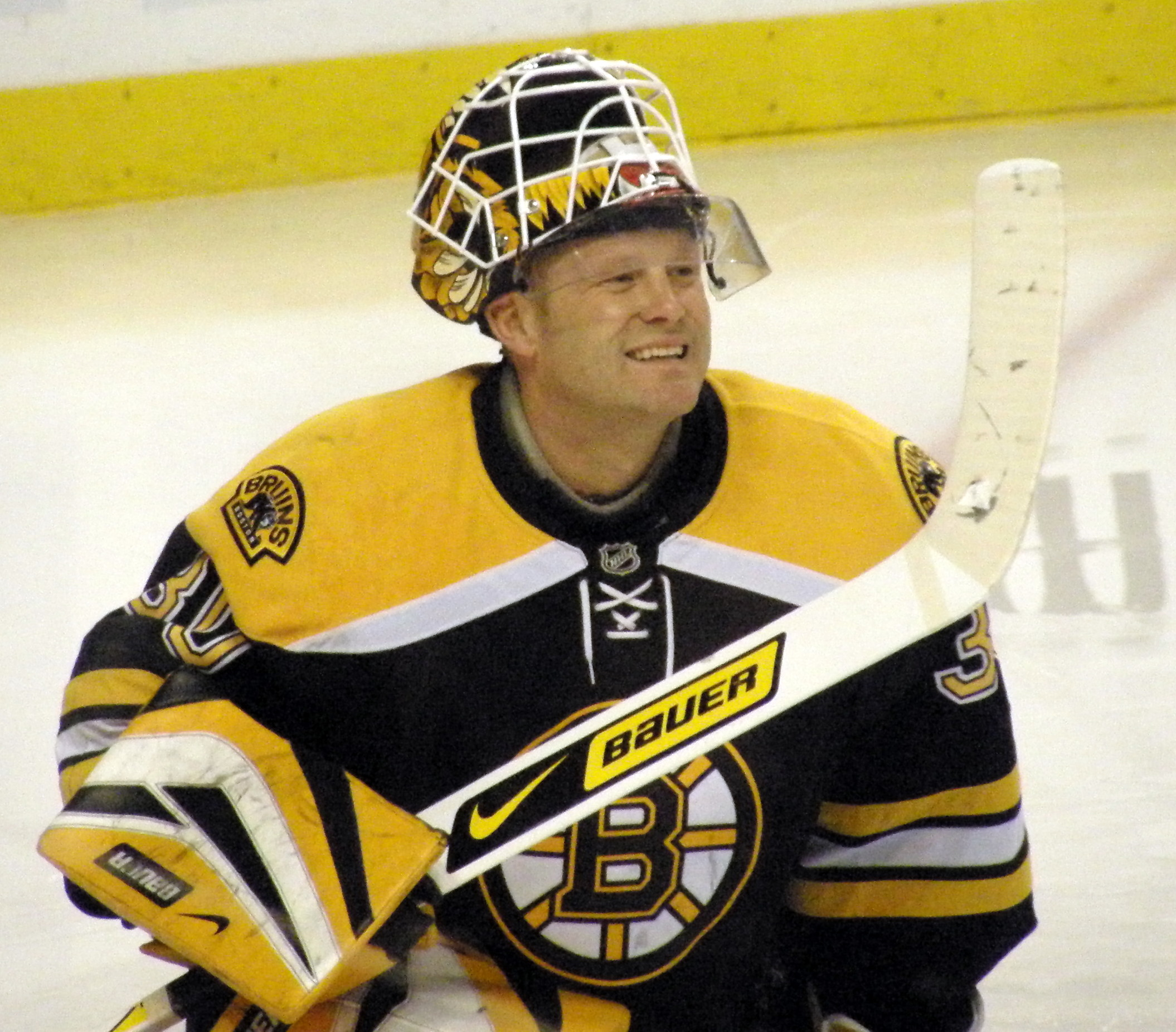
Tim Thomas

- Niklas Bäckström - Minnesota Wild
- Steve Mason - Columbus Blue Jackets

James Norris Memorial Trophy
Wird durch die Professional Hockey Writers' Association an den Verteidiger verliehen, der in der Saison auf dieser Position die größten Allround-Fähigkeiten zeigte
- Zdeno Chára - Boston Bruins

Außerdem nominiert:
- Mike Green - Washington Capitals
- Nicklas Lidström - Detroit Red Wings

Frank J. Selke Trophy
Wird an den Angreifer mit den besten Defensivqualitäten durch die Professional Hockey Writers' Association verliehen
- Pawel Dazjuk - Detroit Red Wings

Außerdem nominiert:
- Ryan Kesler - Vancouver Canucks

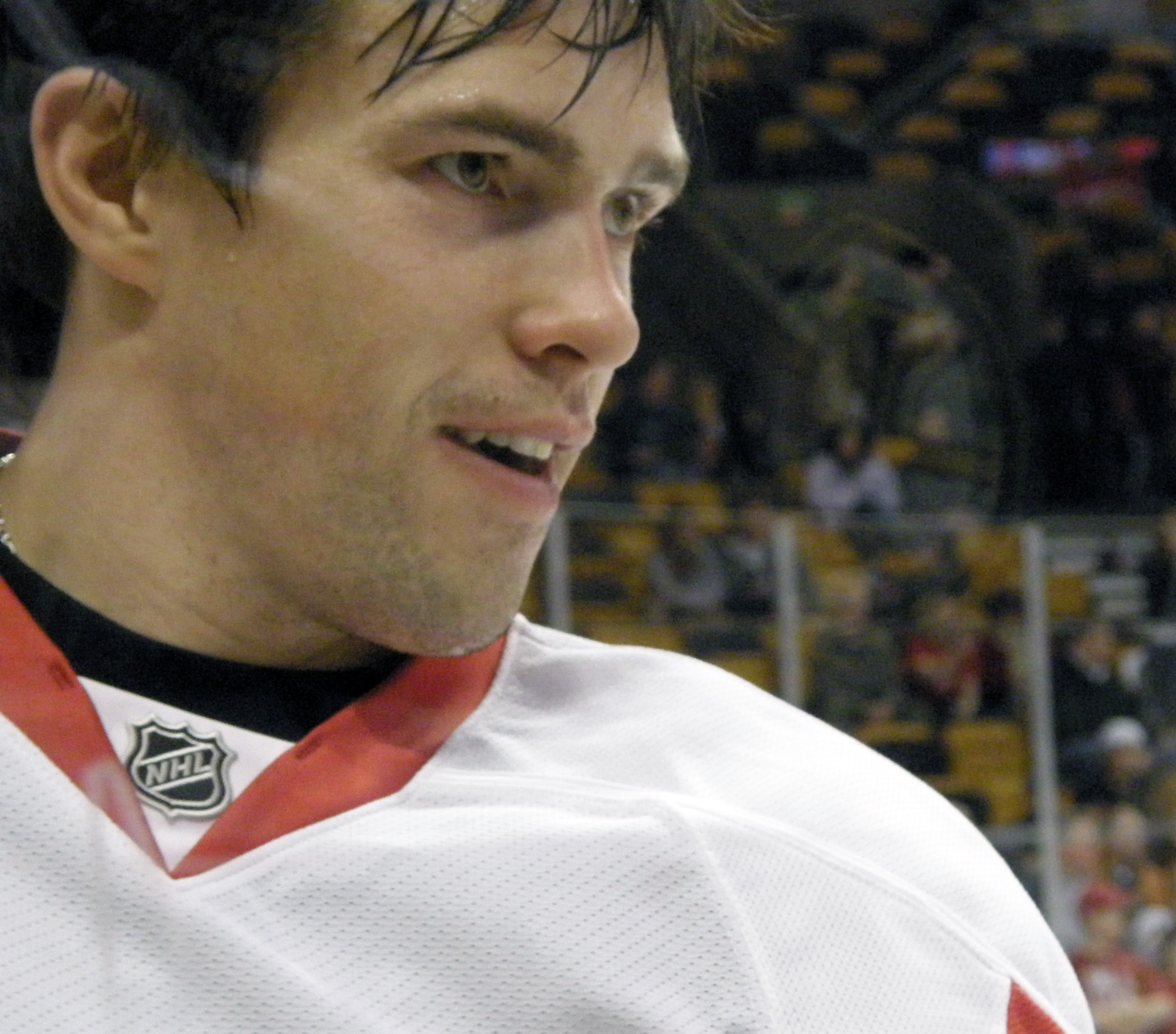
Pawel Dazjuk

- Mike Richards - Philadelphia Flyers

Calder Memorial Trophy
Wird durch die Professional Hockey Writers' Association an den Spieler verliehen, der in seinem ersten Jahr als der Fähigste gilt
- Steve Mason (G) - Columbus Blue Jackets

Außerdem nominiert:
- Bobby Ryan (RW) - Anaheim Ducks
- Kris Versteeg (RW) - Chicago Blackhawks

Lady Byng Memorial Trophy
Wird durch die Professional Hockey Writers' Association an den Spieler verliehen, der durch einen hohen sportlichen Standard und faires Verhalten herausragte
- Pawel Dazjuk (C) - Detroit Red Wings

Außerdem nominiert:
- Zach Parise (LW) - New Jersey Devils
- Martin St. Louis (RW) - Tampa Bay Lightning

Jack Adams Award
Wird durch die NHL Broadcasters' Association an den Trainer verliehen, der am meisten zum Erfolg seines Teams beitrug
- Claude Julien - Boston Bruins

Außerdem nominiert:
- Todd McLellan - San Jose Sharks
- Andy Murray - St. Louis Blues

Bill Masterton Memorial Trophy
Wird durch die Professional Hockey Writers' Association an den Spieler verliehen, der Ausdauer, Hingabe und Fairness in und um das Eishockey zeigte
- Steve Sullivan - Nashville Predators

Außerdem nominiert:
- Chris Chelios - Detroit Red Wings
- Richard Zedník - Florida Panthers

Die Professional Hockey Writers' Association nominierte aus jeder Mannschaft einen Spieler und wählte später die drei Finalisten aus

King Clancy Memorial Trophy
Wird an den Spieler vergeben, der durch Führungsqualitäten, sowohl auf als auch abseits des Eises und durch soziales Engagement herausragte
- Ethan Moreau - Edmonton Oilers

NHL Foundation Player Award
Wird durch die National Hockey League und die NHL Foundation an den Spieler verliehen, der sich besonders für wohltätige Zwecke engagierte
- Rick Nash - Columbus Blue Jackets

Außerdem nominiert:
- Dustin Brown - Los Angeles Kings
- Alexei Kowaljow - Montréal Canadiens

Conn Smythe Trophy

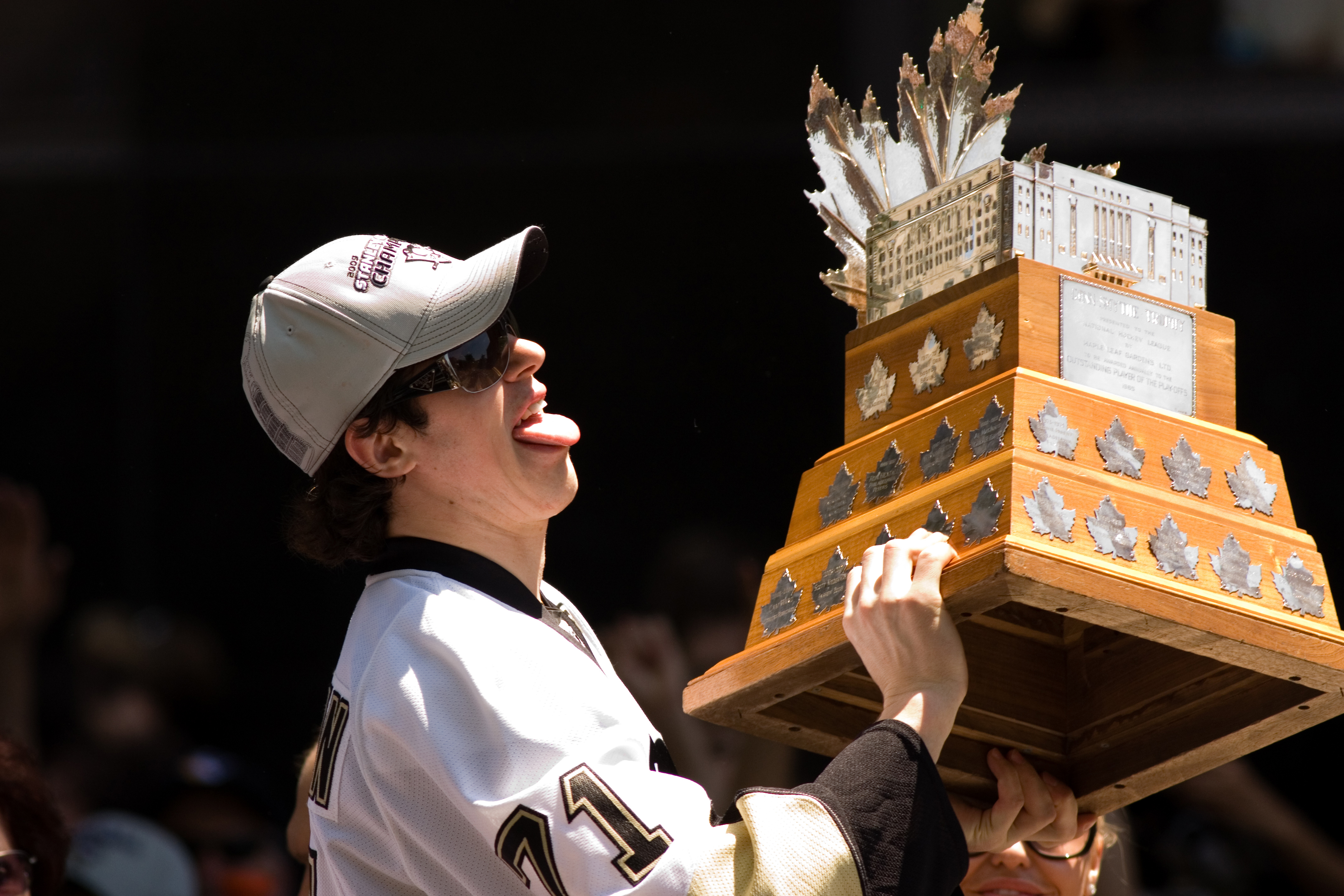
Jewgeni Malkin mit der Conn Smythe Trophy

Wird an den wertvollsten Spieler (MVP) der Play Offs verliehen
- Jewgeni Malkin (C)  - Pittsburgh Penguins

NHL Lifetime Achievement Award
Wird an Persönlichkeiten aus der National Hockey League für ihre Verdienste verliehen
- Jean Béliveau

### Weitere Trophäen
Art Ross Trophy
Wird an den besten Scorer der Saison verliehen
- Jewgeni Malkin - Pittsburgh Penguins 113 Punkte (35 Tore, 78 Vorlagen)

Maurice 'Rocket' Richard Trophy
Wird an den besten Torschützen der Liga vergeben
- Alexander Owetschkin - Washington Capitals 56 Tore

William M. Jennings Trophy
Wird an den/die Torhüter mit mindestens 25 Einsätzen verliehen, dessen/deren Team die wenigsten Gegentore in der Saison kassiert hat
- Tim Thomas 114 Gegentore in 54 Spielen (Gegentordurchschnitt: 2.10) und
Manny Fernandez - Boston Bruins 71 Gegentore in 28 Spielen (Gegentordurchschnitt: 2.59)

Roger Crozier Saving Grace Award
Wird an den Torhüter mit mindestens 25 Einsätzen verliehen, der die beste Fangquote während der Saison hat
- Tim Thomas - Boston Bruins Fangquote: 93,3 %

NHL Plus/Minus Award
Wird an den Spieler verliehen, der während der Saison die beste Plus/Minus-Statistik hat
- David Krejčí - Boston Bruins +37

Mark Messier Leader of the Year Award
Wird an den Spieler verliehen, der sich während der Saison durch besondere Führungsqualitäten ausgezeichnet hat
- Jarome Iginla - Calgary Flames

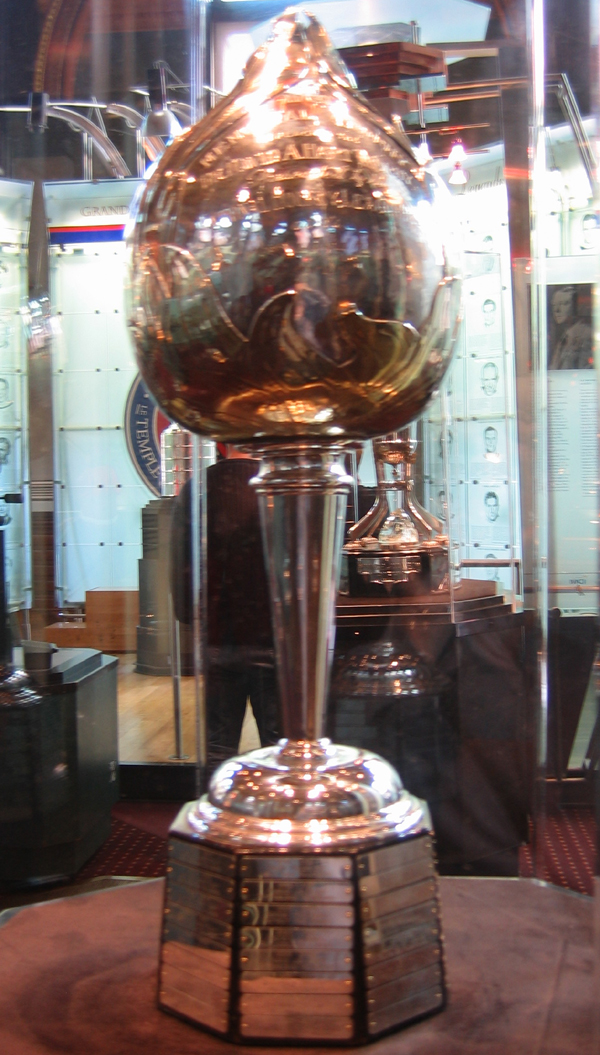
Hart Memorial Trophy
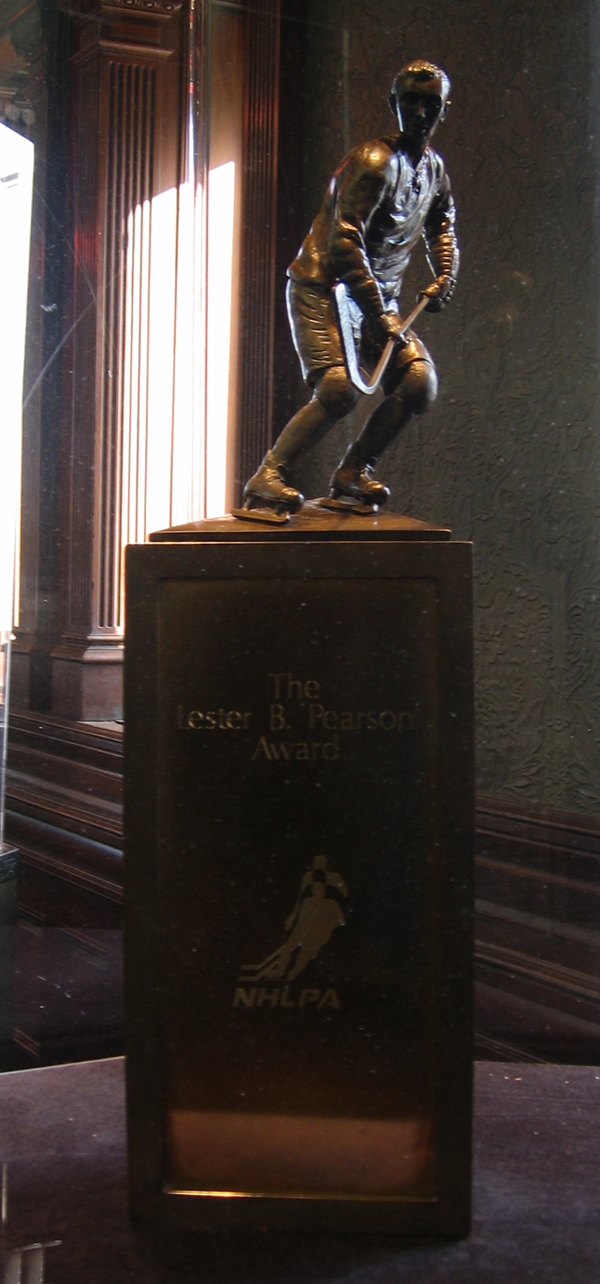
Lester B. Pearson Award
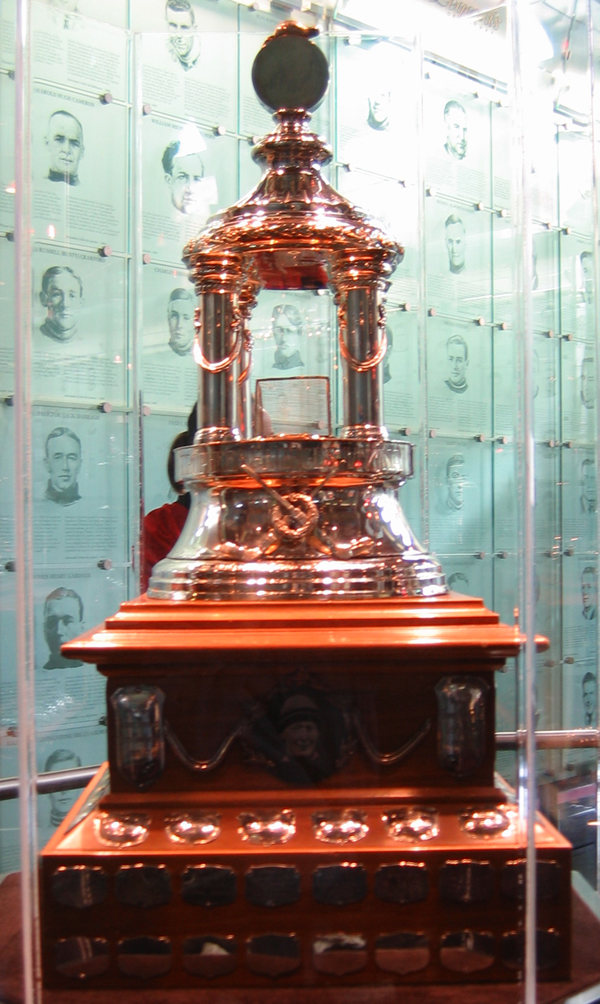
Vezina Trophy
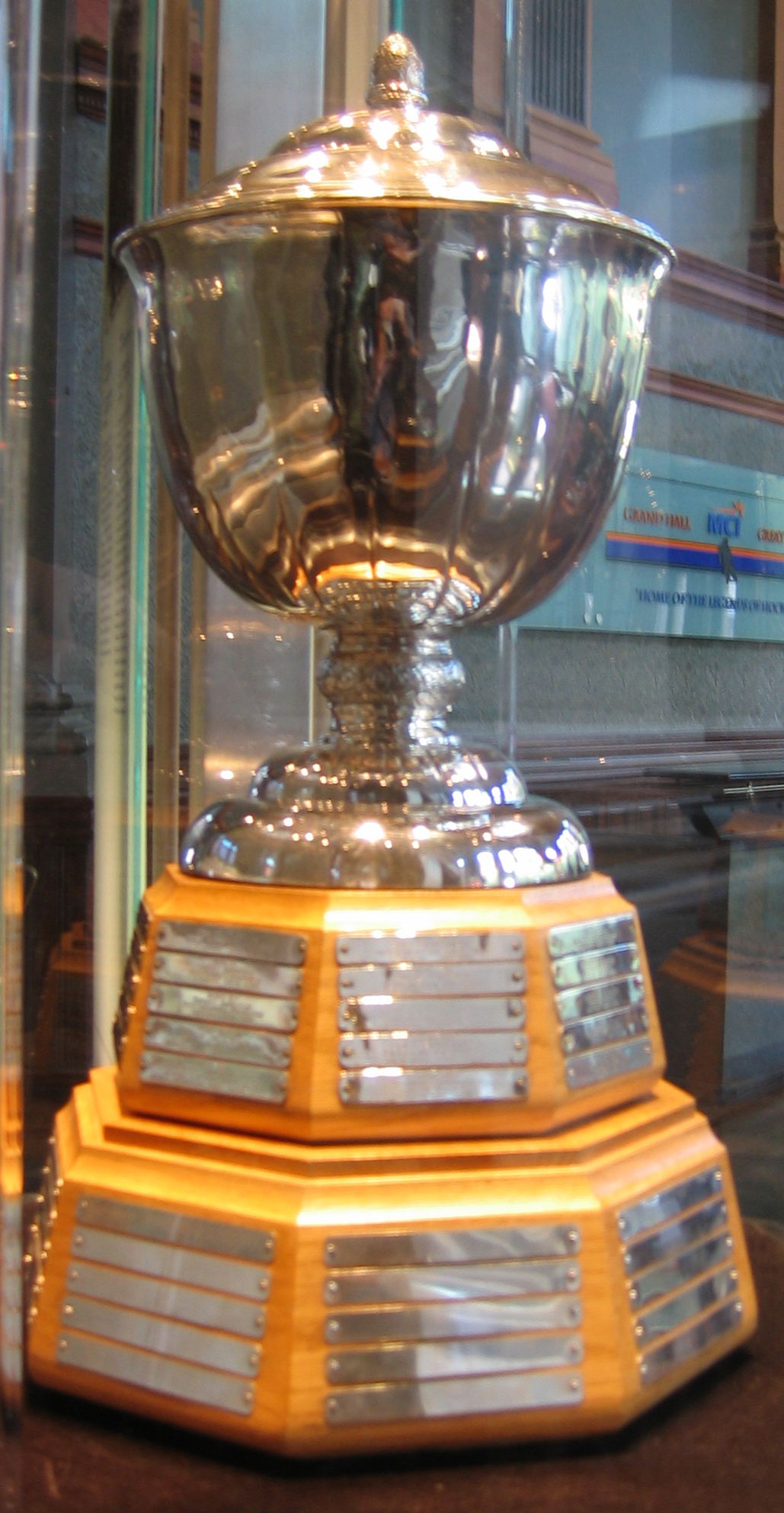
James Norris Memorial Trophy
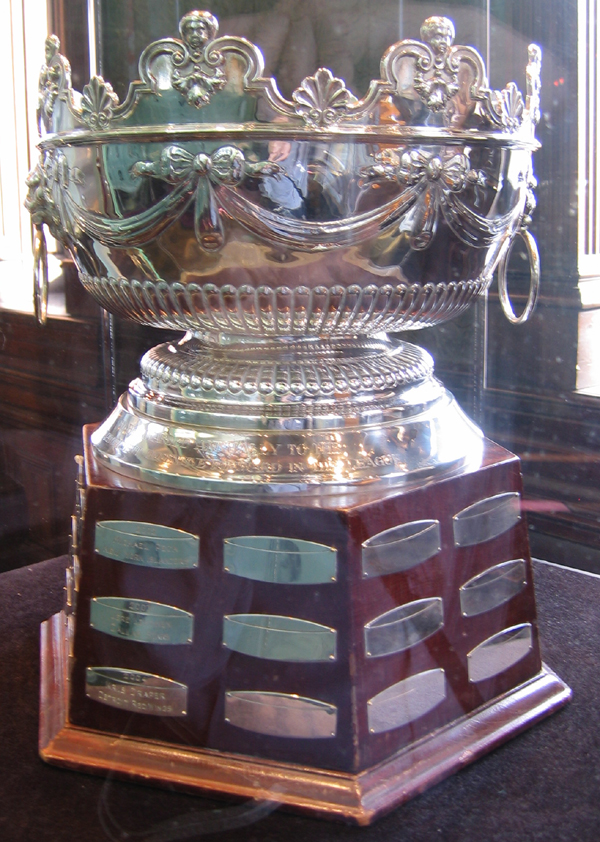
Frank J. Selke Trophy
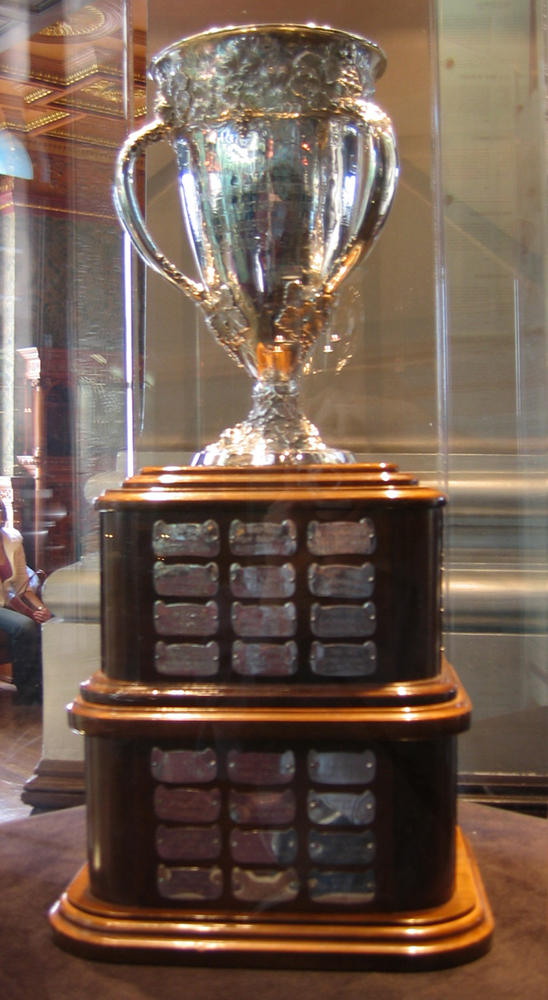
Calder Memorial Trophy
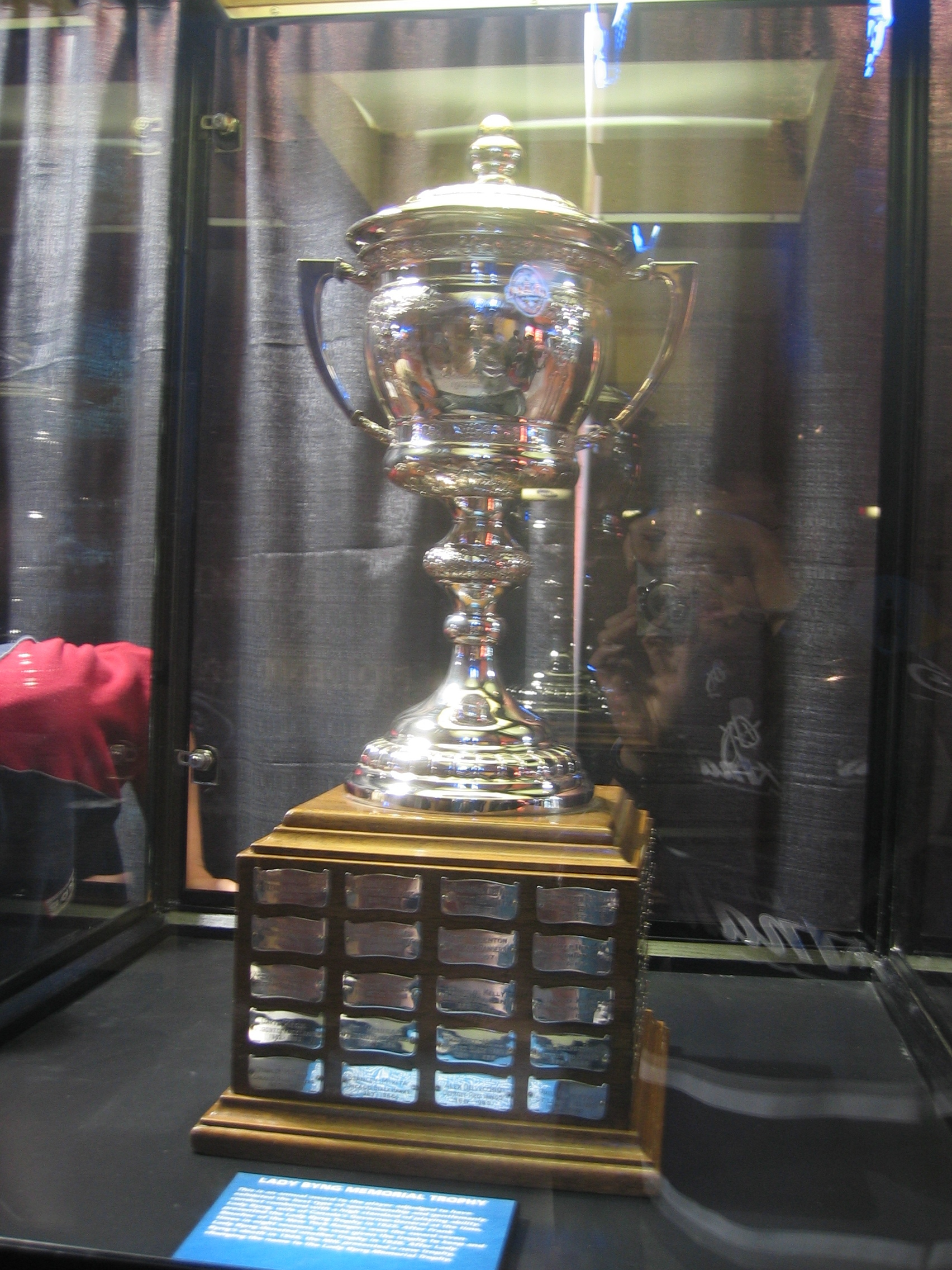
Lady Byng Memorial Trophy
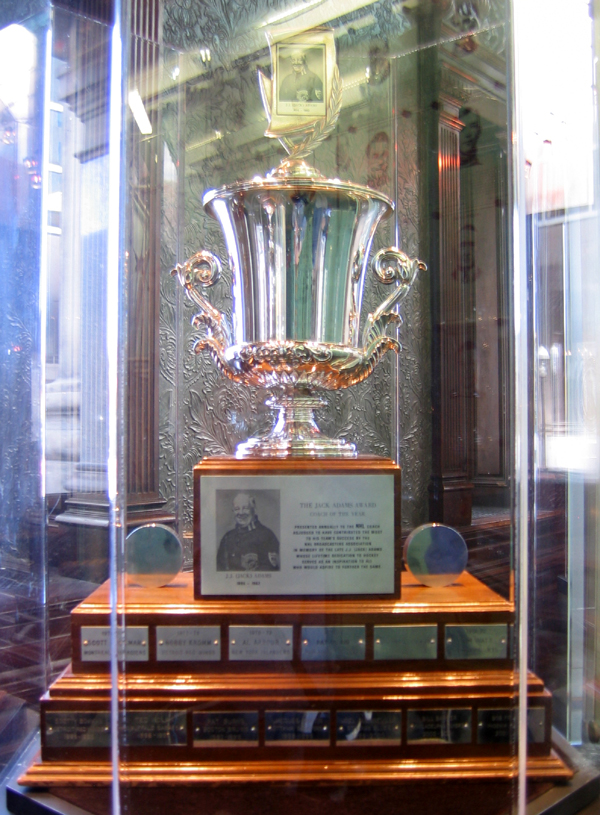
Jack Adams Award
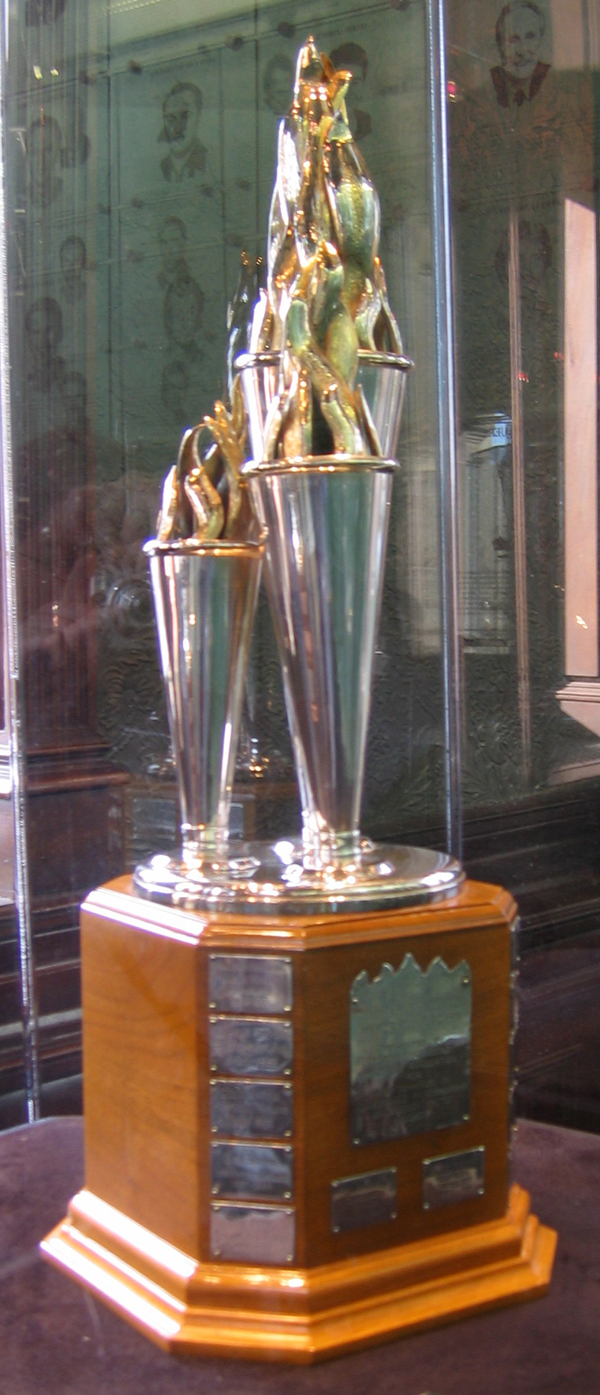
Bill Masterton Memorial Trophy
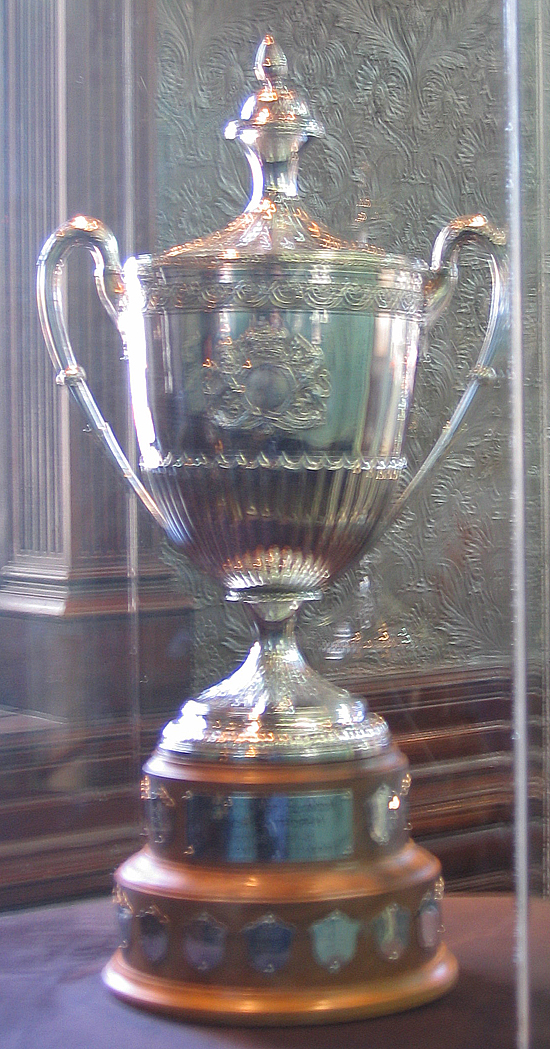
King Clancy Memorial Trophy
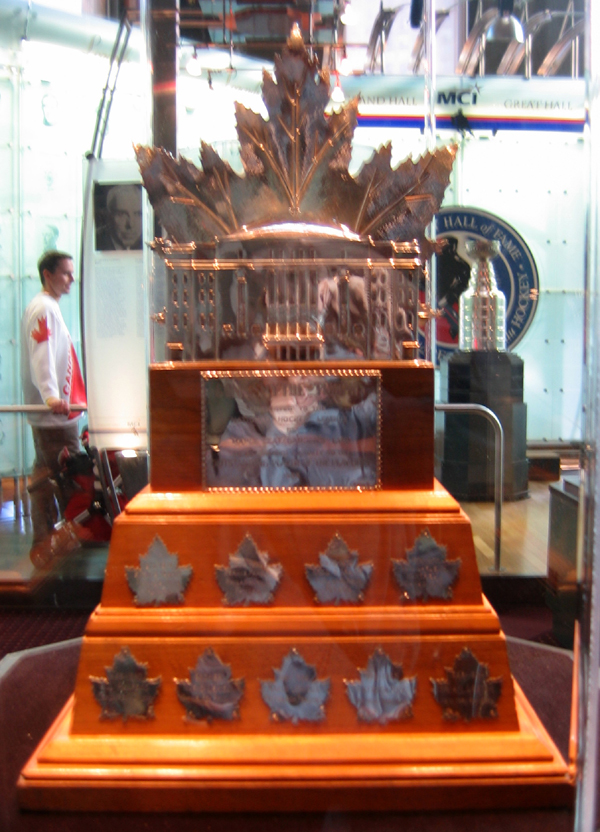
Conn Smythe Trophy
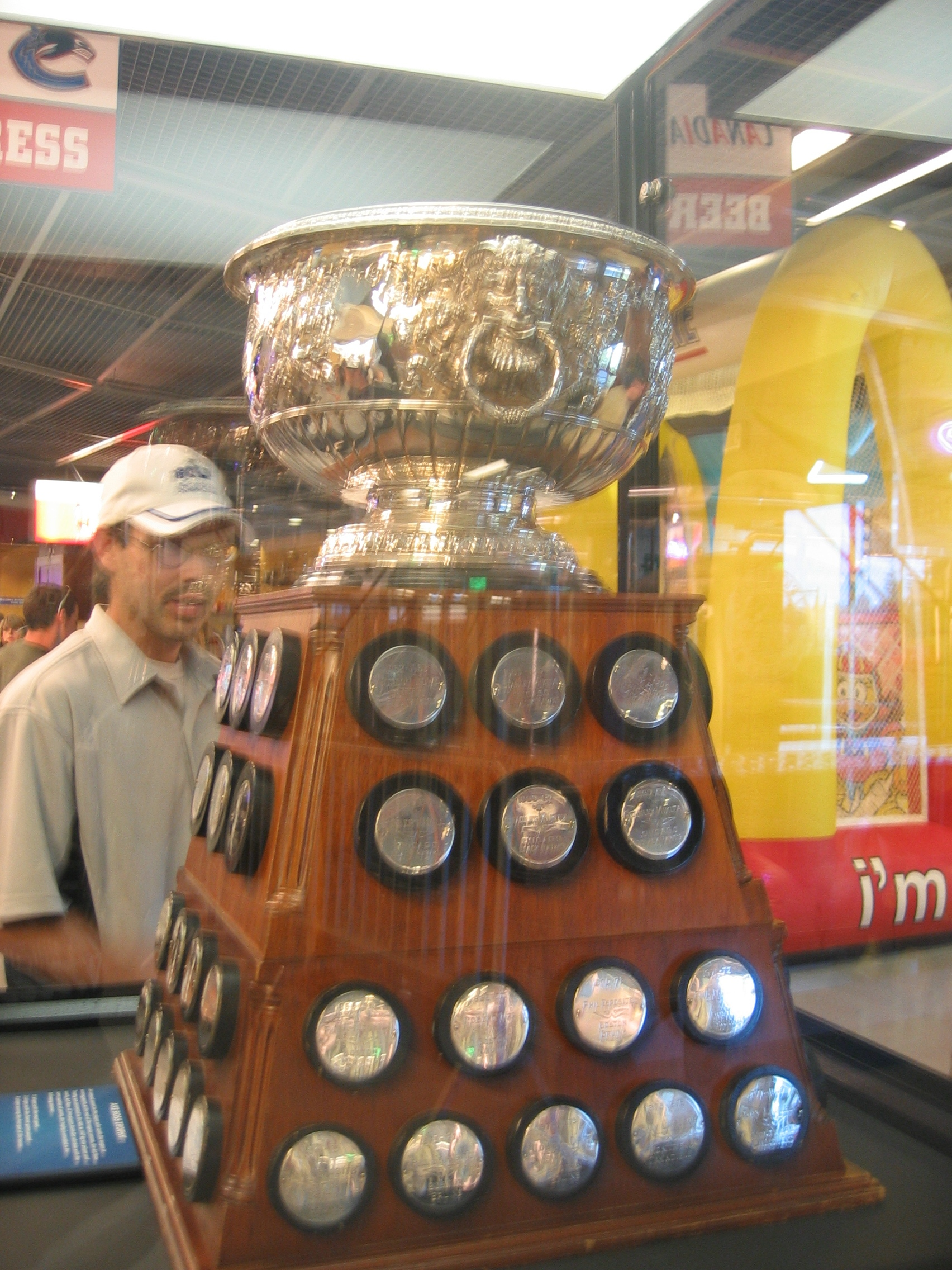
Art Ross Trophy
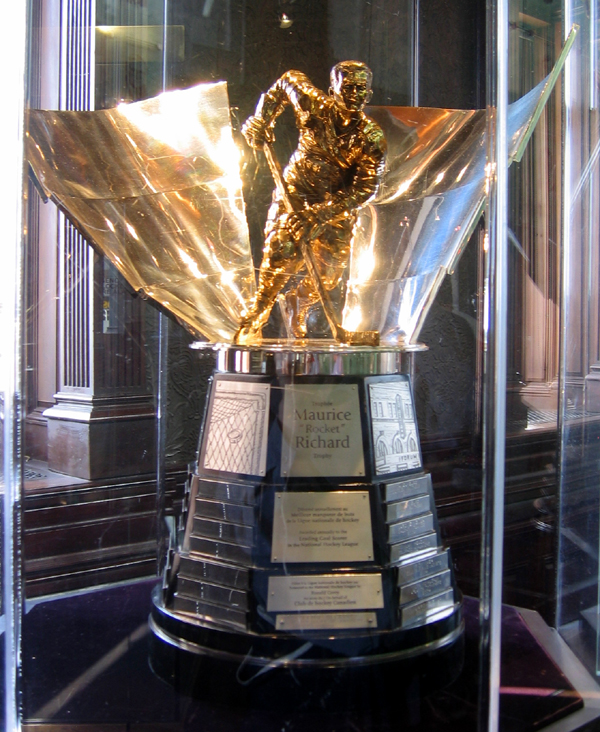
Maurice 'Rocket' Richard Trophy
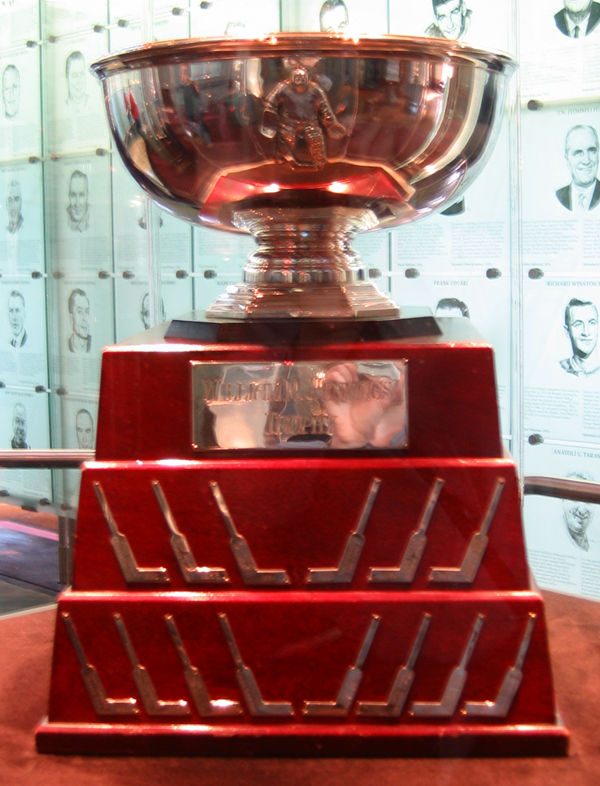
William M. Jennings Trophy